# Eclissi solare del 31 ottobre 1902
L'Eclissi solare del 31 ottobre 1902 è stato un evento astronomico che ha avuto luogo il suddetto giorno attorno alle ore 08:00 UTC. Tale evento ha avuto luogo nella maggior parte dei territori dell'Eurasia. L'eclissi del 31 ottobre 1902 divenne la terza eclissi solare nel 1902 e la quinta nel XX secolo. La precedente eclissi solare si è verificata il 7 maggio 1902, la seguente il 29 marzo 1903.
Il giorno della luna nuova (novilunio), la differenza tra le distanze apparenti di luna e sole osservate sulla terra è estremamente piccola. In tale momento, se la luna si trova in prossimità del nodo lunare, cioè uno dei due punti in cui la sua orbita interseca l'eclittica, si verifica un'eclissi solare. Quando vi è assenza di ombra e la penombra raggiunge parte dell'estremità settentrionale o meridionale della terra, si verifica un'eclissi solare parziale, che si verifica quindi presso le regioni polari della Terra.

## Percorso e visibilità
Questa eclissi solare parziale si è manifestata nella parte continentale dell'Europa settentrionale, nella parte nord- orientale dell'Europa occidentale, nell'Europa centrale, nella parte nord-orientale dell'Europa meridionale, nella metà nord orientale dell'Asia occidentale, nella parte centrale e settentrionale dell'Asia meridionale, in gran parte della Cina tranne l'isola di Hainan; inoltre era visibile anche nella punta meridionale di Taiwan e nella penisola coreana tranne l'estremo confine ad est.

## Eclissi correlate

### Eclissi solari 1901 - 1902
Questa eclissi è un membro di una serie semestrale. Un'eclissi in una serie semestrale di eclissi solari si ripete approssimativamente ogni 177 giorni e 4 ore (un semestre) in nodi alternati dell'orbita della Luna.